# انحصار دوگانه فروش
انحصار دوگانه فروش، انحصار دوتایی یا انحصار دو فروشنده (به انگلیسی: duopoly)، گونه‌ای خاص از انحصار چندجانبه است و بیان‌کننده وضعیت بازاری است که در آن تنها دو فروشندهٔ انحصاری به آن چیرگی دارند.
شرایطی که در آن فقط دو تولیدکننده محصول واحد یا مشابه در بازار عرضه می‌شود. انحصار دو جانبه وجود دارد. اگر چه یکی از آن‌ها هم بازار را کنترل بکند تا اندازه‌ای بین آن‌ها رقابت وجود دارد.
نمونه‌هایی از انحصارهای دوگانه فروش شامل: ایرباس و بوئینگ در بازار ساخت هواپیماهای مسافربری، ویزا کارت و مسترکارت در بازار کارت‌های اعتباری و تله ویسا و تی‌وی ازتکا در بازار تلویزیون مکزیک.
انحصار چندجانبه گونه‌ای از ساختار بازار است و به وضعیتی گفته می‌شود، که در آن تعداد فروشندگان (خریداران) بیش از واحد باشد و همچنین تعداد آن‌ها آنقدر زیاد نباشد که رفتار هر یک در مورد تعیین قیمت و مقدار، بر سود دیگران تأثیرگذار نباشد.
در بازار انحصار چندجانبه، تعداد فروشندگان محدود است، معمولاً کالاهای (خدمات) تولیدی همگن نیستند و در نتیجه بحث تبلیغات وجود دارد، ورود به بازار و خروج از آن آزاد نیست و همچنین معمولاً اطلاعات خریداران با فروشندگان یکسان نیست و در بیشتر مواقع اطلاعات خریداران از فروشندگان کمتر است. مثال‌های بسیاری از این نوع بازار در دنیای واقعی وجود دارد. صنعت خودروسازی، بازار محصولات انرژی (نظیر نفت و گاز)، صنایع مواد غذایی و هواپیماسازی تنها نمونه‌هایی اندک از بازارهای انحصار چندجانبه هستند. از آنجایی که در بازار انحصار چندجانبه رفتار هر یک از بنگاه‌ها بر دیگری تأثیرگذار است، در نتیجه روش‌های رسیدن به قیمت و مقدار تعادلی معادل حداکثر سود، با توجه به تعداد فروشندگان، ساختار بازار، اطلاعات در دسترس و بسیاری عوامل دیگر متغیر است.

## انحصار دوگانه خرید
انحصار دوگانه خرید (به انگلیسی: Duopsony) یا انحصار دو خریدار وقتی است که فقط دو خریدار وجود دارد. حالتی را در بازار گویند که تنها دو خریدار برای یک کالا وجود داشته باشد یعنی خریدار مورد بحث منحصر به دو نفر یا دو مؤسسه باشد.